# Chiesa di San Martino (Ceranesi)
La chiesa di San Martino di Tours è un luogo di culto cattolico situato nella frazione di San Martino di Paravanico, in via alla Grilla, nel comune di Ceranesi nella città metropolitana di Genova. La chiesa è sede della parrocchia omonima del vicariato di Campomorone dell'arcidiocesi di Genova.

## Storia e descrizione

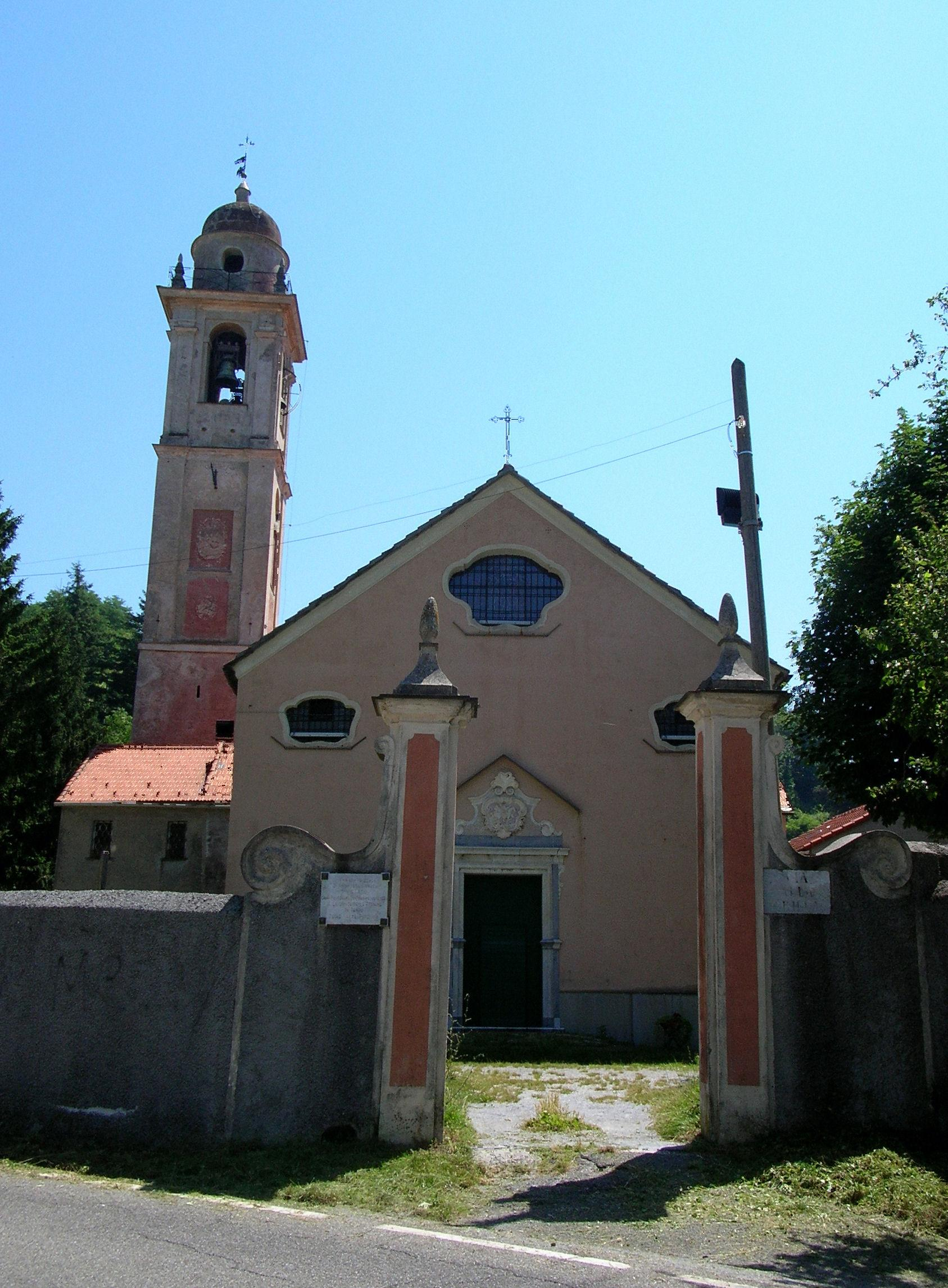
Particolare della struttura

L'edificio di culto fu menzionato per la prima volta nel marzo del 1088 in un atto di donazione da parte dei coniugi Gezo ed Algusa e dei loro figli al monastero di Santo Stefano; altre testimonianze storiche del complesso risalgono alla visita apostolica del vescovo di Novara monsignor Francesco Bossi nel 1582. Sicuramente la chiesa dell'XI secolo era collocata in una località più a monte dell'attuale ubicazione (località Casale).
Nel 1337 la chiesa era già eretta in parrocchia (rettoria) e probabilmente era già stata traslata più a valle, nell'attuale sito. Da recenti rinvenimenti, si è riusciti a sapere che l'edificio sacro aveva le forme e le fattezze di un tempio romanico, con le coperture delle navate laterali sotto elevate rispetto a quella della navata centrale.
Nel 1587, data riportata sul portale, la chiesa ebbe a subire una prima, consistente ristrutturazione (probabilmente a seguito delle prescrizioni emanate da monsignor Bossi).
La facciata, in stile barocco, si presenta con semplici motivi del Cinquecento ed un piccolo portale in marmo raffigurante san Martino a cavallo nel celebre atto di dividere il proprio mantello per donarne la metà ad un povero.
Un secondo restauro avvenne in seguito, nel 1743 (altra data riportata sul portale). Miracolosamente l'edificio riuscì ad uscire indenne dalla guerra di successione austriaca, che devastò Genova e, soprattutto, il Genovesato. Una terza, consistente ristrutturazione avvenne nel 1849-1851, ad opera del sacerdote Giuseppe Boggiano, che procedette a far rifare l'altare maggiore in stile neo-classico, nonché a ridipingere e ripavimentare la chiesa secondo i gusti dell'epoca.
Più recentemente (nel 1951) fu presentato un nuovo progetto di ristrutturazione della facciata ma, poiché avrebbe però stravolto l'originale architettura, i lavori si interruppero quasi subito, anche per la mancanza dei fondi necessari. I lavori ripresero quasi trent'anni dopo, intorno agli anni ottanta, recuperando l'antico sagrato, il piazzale, il muro di cinta, il campanile, la canonica e la chiesa stessa.
L'interno della chiesa è diviso in tre navate con archi a tutto sesto e colonne del XVI secolo. Tra le numerose opere d'arte conservate è presente una tela raffigurante san Martino intento a tagliare il suo mantello, attribuita a Giovanni Battista Carlone; le altre opere pittoriche presenti sono attribuibili ai pittori Luca Cambiaso e Bernardo Strozzi.